# Radulodon copelandii
Radulodon copelandii är en svampart som först beskrevs av Narcisse Theophile Patouillard, och fick sitt nu gällande namn av N. Maek. 1993. Radulodon copelandii ingår i släktet Radulodon och familjen Meruliaceae.   Inga underarter finns listade i Catalogue of Life.